# Daniel Björkman (borgmästare)
Daniel Björkman, född 19 juli 1741 i Sankt Olofs församling, Norrköping, död 20 februari 1796 i Sankt Olofs församling, Norrköping, var en svensk borgmästare.

## Biografi
Daniel Björkman föddes 1742 i Sankt Olofs församling, Norrköping och var son till handelsmannen Thure Björkman och Regina Catharina Grönlund. Han blev 1756 student vid Uppsala universitet och 1759 auskultant vid Uppsala rådsturätt. Björkman blev extra notarie vid Norrköpings kämnersrätt 1760 och kanslist vid Norrköpings rådsturätt 1762. Sistnämnda år blev han aktuarie. och 1768 stadsfiskal i Norrköping. Han tiulerades rådman och blev proviantmästare och ordinarie justitierådman 1789. År 1795 blev han handelsborgmästare och politieborgmästare i Norrköpinge. Björkman avled 1796 i Sankt Olofs församling, Norrköping och begravdes 25 februari samma år.
Han var brorson till borgmästaren Sven Björkman i Norrköping.